# Amphiongia achroa
Amphiongia achroa là một loài bướm đêm trong họ Erebidae.